# Buffy the Vampire Slayer XXX: A Parody
Buffy the Vampire Slayer XXX: A Parody ist eine Porno-Parodie aus dem Jahr 2012 über die Fernsehserie Buffy – Im Bann der Dämonen.

## Inhalt
Der mystischen Vampirjägerin Buffy und ihren Freunden begegnen allerhand mystische Wesen aus der Unterwelt.
- Szene 1: Lexi Belle, Rocco Reed
- Szene 2: Chanel Preston, Tom Byron
- Szene 3: Jessie Andrews, Kris Slater
- Szene 4: Amber Rayne, April O’Neil, Ash Hollywood
- Szene 5: Britney Amber, Michael Vegas
- (DVD Bonus: Adrenalynn, Jenna Haze, Nikki Benz, Teagan Presley)

## Produktion und Veröffentlichung
Der Film wurde von Adam & Eve Pictures unter der Regie von  Lee Roy Myers produziert und wird von Adam & Eve Pictures in den USA und von ATV Entertainment  in Italien auf DVD vertrieben. Erstmals wurde der Film am 1. Mai 2012 in den Vereinigten Staaten veröffentlicht.

## Nominierungen und Auszeichnungen
- AVN Awards, 2013
  - Nominee: Best All-Girl Group Sex Scene, Amber Rayne, April O’Neil, Ash Hollywood
  - Nominee: Best Makeup
  - Nominee: Best Parody: Comedy
  - Nominee: Best Special Effects

- Nightmoves, 2012
  - Nominee: Best Parody: Comic Book

- XBiz Awards, 2013
  - Nominee: Best Actress – Parody Release, Lexi Belle
  - Nominee: Best Scene – All-Girl, Amber Rayne, April O’Neil, Ash Hollywood
  - Nominee: Director of the Year – Parody, Lee Roy Meyers
  - Nominee: Parody Release of the Year: Drama
  - Nominee: Best Special Effects